# مسجد نظيرشا
مسجد نظيرشا، هو مسجد تاريخي ونصب تذكاري ثقافي يقع في إلباسان في ألبانيا.
تم بناء المسجد عام 1599، تعرض لأضرار جزئية في عام 1920 بسبب زلزال، دمرت شرفة المئذنة وجزء من سقفها التاريخي، أصبحت نصبًا ثقافيًا في عام 1948.
أثناء عملية التجديد في عام 2012، تم استبدال السقف التقليدي المصنوع من القرميد الأحمر والذي كان قائمًا لعدة مئات من السنين بقبة معدنية.